# الرهبانية المريمية المارونية
الرهبانية المريمية المارونية (بالإنجليزية: Mariamite Maronite Order)‏ هي رهبانية في الكنيسة المارونية الكاثوليكية بالمشرق، التي من البداية كانت على وجه التحديد كنيسة رهبانية.
تأسست الرهبانية المريمية المارونية من طرف ثلاثة شبان سوريين، عام 1694 في تيموثاوس و مورا، إهدن، لبنان تحت رعاية البطريرك إسطافنوس الدويهي (1670-1704).
يأتي اسمها من الرهبنة الحلبية، مدينة رهبان حلب. إنها واحدة من التجمعات اللبنانية الثلاثة التي أسسها القديس أنطونيوس الكبير. الاسم هو كذلك في إشارة إلى أصل المؤسسين والأعضاء الأولين في هذا المذهب.